# RIZIN.26
Yogibo presents RIZIN.26（ヨギボー・プレゼンツ・ライジン・トゥエンティシックス）は、日本の総合格闘技団体「RIZIN」の大会の一つ。
2020年12月31日に埼玉県さいたま市さいたまスーパーアリーナで開催された。

## 概要
6回目を迎えた大晦日大会、さいたまスーパーアリーナで開催されたが、新型コロナウイルスの感染拡大の影響で会場の収容人数に上限が設定され入場者数は9,978人となった。
メインイベントの朝倉海と堀口恭司によるバンタム級タイトルマッチでは、堀口が王者である朝倉に対して1RTKO勝利を収め、第4代王者となると共に、リベンジを果たした。浜崎朱加と山本美憂による女子スーパーアトム級王座決定戦は、浜崎が勝利し、第3代王者を獲得。また、YouTuberのシバターが初参戦し話題を集めた。
大会の模様は、地上波ではフジテレビで大会当日の18時から全国ネットで中継された。
2023年4月26日に登録者数が100万人目前であることを記念してRIZIN公式YouTubeチャンネルで本大会の振り返り配信が行われた。

## 対戦カード

### オープニングファイト
オープニングファイト RIZINチャレンジマッチ MMAルール 51.0kg契約 5分3R
-  さくら vs.  竹林エル -
1R 1:37 ノーコンテスト（体重超過）
※試合はさくらが腕十字固めで勝利したが、体重超過のペナルティによりノーコンテスト。

### 本戦
第1試合 MMAルール 120.0kg契約 5分3R
×  ミノワマン vs.  スダリオ剛 ○
1R 3:19 TKO（右カーフキック→パウンド)
第2試合 MMAルール 63.0kg契約 5分3R 肘あり
×  中原太陽 vs.  倉本一真 ○
1R 2:12 TKO（サッカーボールキック）
第3試合 MIXルール 3分2R
×  HIROYA vs.  シバター ○
2R 0:38 アームバー
第4試合 女子MMAルール 49.0kg契約 5分3R 肘あり
○  浅倉カンナ vs.  あい ×
3R終了 判定3-0
第5試合 MMAルール 61.0kg契約 5分3R 肘あり
○  佐々木憂流迦 vs.  瀧澤謙太 ×
3R終了 判定3-0
第6試合 キックボクシングルール 50.0kg契約 3分3R 肘あり
○  吉成名高 vs.  ペットマライ・ペットジャルーンウィット ×
1R 2:20 TKO（3ノックダウン）
第7試合 MMAルール 61.0kg契約 5分3R
○  所英男 vs.  太田忍 ×
2R 2:24 アームバー
第8試合 MMAルール 68.0kg契約 5分3R 肘あり
○  萩原京平 vs.  平本蓮 ×
2R 1:29 TKO（コーナーストップ：グラウンドパンチ）
第9試合 MMAルール 67.0kg契約 5分3R 肘あり
×  カイル・アグォン vs.  クレベル・コイケ ○
1R 4:22 ダースチョーク
第10試合 MMAルール 61.0kg契約 5分3R 肘あり
×  元谷友貴 vs.  井上直樹 ○
1R 3:00 リアネイキッドチョーク
第11試合 MMAルール 49.0kg契約 5分3R
RIZIN女子スーパーアトム級タイトルマッチ（第3代王者決定戦）
○  浜崎朱加 vs.  山本美憂 ×
1R 1:42 ネックシザース
※浜崎が王座獲得に成功。第3代女子スーパーアトム級王者となった。
第12試合 RIZINスタンディングバウト特別ルール 3分3R
○  五味隆典 vs.  皇治 ×
3R終了 判定2-0
第13試合 MMAルール 68.0kg契約 5分3R 肘あり
○  朝倉未来 vs.  弥益ドミネーター聡志 ×
1R 4:20 KO（左ハイキック→パウンド）
第14試合 キックボクシング特別ルール 57.0kg契約 3分3R
○  那須川天心 vs.  クマンドーイ・ペットジャルーンウィット ×
3R終了 判定3-0
第15試合 MMAルール 61.0kg契約 5分3R 肘あり
RIZINバンタム級タイトルマッチ
×  朝倉海 vs.  堀口恭司 ○
1R 2:48 TKO（右フック→パウンド)
※堀口が王座獲得に成功。第4代バンタム級王者となった。